# Bandera de Birmania
La actual bandera de Birmania fue adoptada el 21 de octubre de 2010, reemplazando la anterior enseña que era de origen socialista. La bandera consta de tres franjas horizontales amarilla, verde y roja, con una gran estrella blanca en el medio. En la bandera el amarillo representa la solidaridad, el verde representa la paz, la tranquilidad y la vegetación del país, el rojo representa el valor y decisión y la estrella representa a la unión del país.

## Historia

Bandera de Birmania entre 1948 y 1974.

Bandera de Birmania entre 1974 y 2010.

La bandera tiene su origen en la resistencia birmana a la ocupación japonesa de la Segunda Guerra Mundial. La bandera original se mantuvo de manera oficial entre 1948 y 1974, cuando, con motivo de la proclamación de la República Socialista en Birmania por Ne Win, fue adoptada una nueva el 3 de enero de 1974. Dicha bandera no era totalmente diferente de la anterior bandera birmana: tenía en campo rojo y un cantón azul en la esquina superior sobre el lado del mástil. El cantón azul estaba cargado con una gran estrella blanca rodeada por cinco estrellas más pequeñas entre sus rayos. Sin embargo, las imágenes que había dentro del cantón sí fueron cambiadas a una rueda de diente con una fanega del arroz sobrepuesta sobre ella. Estos símbolos son socialistas y representan a los obreros y agricultores. Le rodean catorce estrellas de cinco puntas que representan las divisiones administrativas y los estados de Myanmar. El color blanco representa la pureza, el azul a la paz y la integridad, y el rojo al coraje. Era muy similar a la bandera de la República de China.

Propuesta para la bandera de Birmania (2006)

El 10 de noviembre de 2006, se propuso una nueva bandera para la nación. Esta consistía en tres franjas horizontales iguales en verde, amarillo y rojo, con una estrella blanca en la parte del asta de la franja verde. El verde representaba la paz, la tranquilidad y el suntuoso y verde entorno del país; el amarillo representaba la solidaridad; mientras que el rojo representaba el valor y la decisión. La estrella representaba "la perpetua existencia de la consolidada Unión". Finalmente, los delegados de la Convención Nacional rechazaron la adopción de esta bandera. 
En septiembre de 2007 se propuso una nueva bandera, con una estrella blanca de mayor tamaño y con el orden de las franjas alterado. El orden elegido era el mismo que el de la bandera del Estado de Birmania, un Estado títere del Imperio del Japón durante la Segunda Guerra Mundial y que perduró entre 1943 y 1945. Aquella bandera presentaba un pavo real en el centro. La nueva versión de la bandera se incluyó en la nueva constitución, aprobada en referéndum en 2008. La nueva constitución, y con ella la nueva bandera, entraron en vigor con la primera reunión del parlamento elegido en las elecciones generales de 2010.

## Banderas históricas

Bandera del reino de Hanthawaddy (1300-1500)
Bandera del Imperio birmano bajo la dinastía Konbaung (1700-1885)
Bandera de la Birmania británica como parte del India británica (1824-1937)
Bandera de la Birmania británica como colonia de la India británica (1824-1939)
Bandera de la Birmania británica como colonia separada (1939-1943, 1945-1948)
Bandera de la Birmania británica (1941-1942)
Bandera provisional utilizada durante la ocupación japonesa (1942-1943)
Bandera del Estado de Birmania (1943-1945)
Bandera de la Unión de Birmania (1948-1974)
Bandera de la República Socialista de la Unión de Birmania (1974-1988) y de la Unión de Myanmar (1988-2010)

## Banderas similares
Una bandera tricolor verde-amarillo-rojo sin estrellas es utilizado por Lituania. Las banderas de 1948-2010 son similares a otras banderas rojas con un cantón azul, tales como las banderas de Taiwán y Samoa.
Verde, amarillo, y rojo son considerados los colores panafricanos, llevando a muchos comentaristas a tener en cuenta que la nueva bandera parecía claramente "africana" e incluso que estaba siendo confundida por la bandera de un país africano.

La bandera de Lituania
La bandera de Ghana
La bandera de Senegal
La bandera de Etiopía
La bandera de Bolivia
La bandera de Camerún
La bandera de Taiwán
La bandera de Samoa